# Opercule (mollusque)
Pour les articles homonymes, voir Opercule et Opercule (biologie).
Chez les gastéropodes, l’opercule, ou operculum, est une membrane cornée ou calcaire attachée au pied et qui permet de refermer l’entrée de la coquille. Elle se différencie de l'épiphragme temporaire par son caractère mobile.

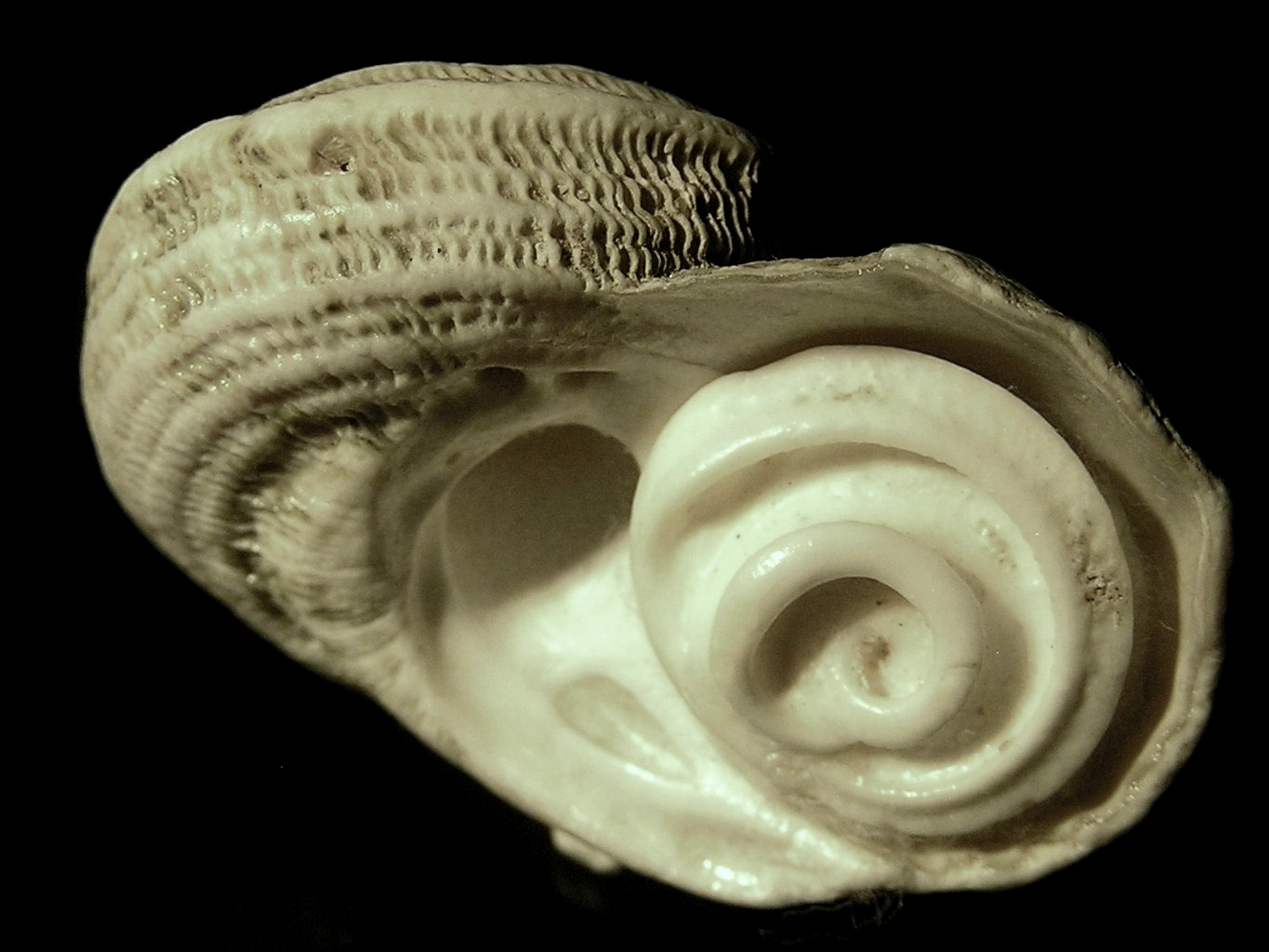
Coquille de Lunella torquata avec son opercule calcaire en place.

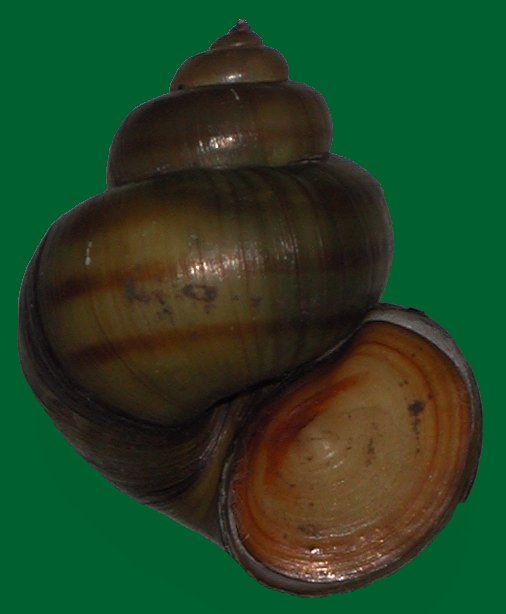
Viviparus contectus avec son opercule cornée en place.

L'opercule de Bolma rugosa est surnommé Œil de Sainte Lucie.

## Cuisine
Pour consommer des bigorneaux après cuisson il faut décoller avec une petite fourchette l'opercule que l'animal forme pour s'abriter une fois pêché.